# Francisco Bueno
Francisco Bueno (São Paulo dos Campos de Piratininga, c. 1585 — margens do rio Paraguai, 1638) foi um bandeirante paulista.
Era filho de Bartolomeu Bueno (nascido na Ribeira de Sevilha por volta de 1555 e falecido em São Paulo em 1629), dito O Sevilhano, tronco dessa família, chegado a São Paulo em 1581 em companhia de seu pai, Francisco Ramirez de Pórros, na armada de D. Diego Flores de Valdez (Valdés) na qualidade de carpinteiro da ribeira do rio Guadalquivir de Sevilha, pago a 30 ducados. Exerceu em São Paulo cargos de Juiz de Ofício de Carpinteiro, em 1587; Aferidor, em 1588; almotacel, 1591 e Vereador em 1616. Casou em São Paulo em 1590 com Maria Pires, nascida em 1564, filha de Salvador Pires e de Mécia Fernandes de Medeiros, filha de Marco Fernandes e Ne.. de Medeiros, neta de Amaro de Medeiros, povoador. O pai voltou para Castela em 1599. Do casal descendem os Buenos, de São Paulo, que se espalharam por todo o Brasil.

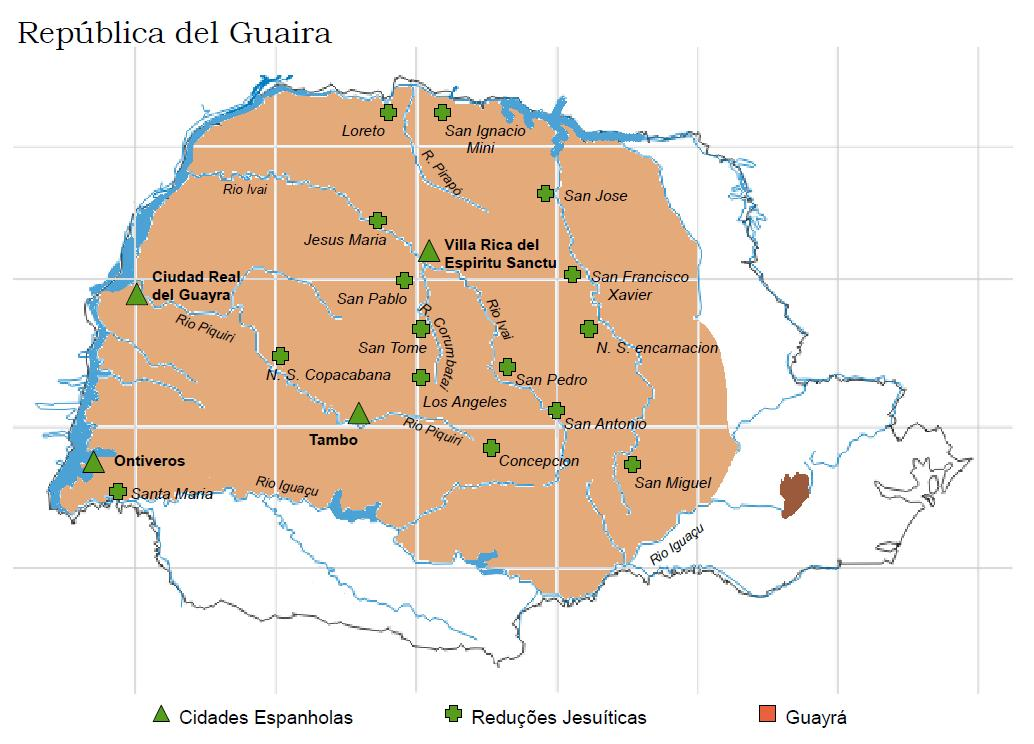
Mapa do estado atual do Paraná mostrando a região do Guayrá em marrom. Missões jesuítas estão marcadas com cruzes e assentamentos espanhóis com triângulos. Muitas atacadas e destruídas por bandeiras de Francisco Bueno.

Francisco Bueno serviu os honrosos cargos da república em São Paulo e foi grande sertanista. Em 1628 seguiu para a região do Guayrá na bandeira de Antônio Raposo Tavares.

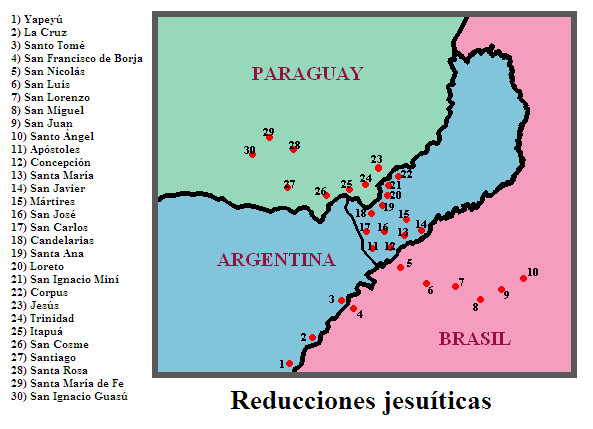
Mapa dos Trinta Povos das Missões, entre Paraguai, Argentina e o Rio Grande do Sul. Os Sete Povos na área cor de rosa (antiga região do Tape).

Em abril de 1637, com uma centena de brancos e enorme séquito de índios, chefiou uma bandeira de Piratininga para o sertão do Tape, no atual Rio Grande do Sul, atingindo o rio Taquari. Após atacar reduções dos jesuítas em Santa Teresa, a noroeste desse rio, investiu contra a missão de São Carlos de Caapi e contra a missão de Apóstolos de Caazapaguaçu, destruindo-as.  Faleceu nesses combates e seu irmão e imediato Jerônimo Bueno tomou conta da tropa com outro sertanista de renome, André Fernandes.
Casou em 21 de janeiro de 1630 com  Filipa Vaz (1606-7 de janeiro de 1647) filha de Francisco João Branco e de Ana de Cerqueira. Sua descendência é descrita por Silva Leme em «Genealogia Paulistana», Volume I  Pág. 503  Cap. 2.º Tit. Buenos da Ribeira
Eram seus irmãos:
- 1 o célebre Amador Bueno «de Ribeira», dito O Aclamado, nascido em 1584 e morto após 1649, que seria aclamado em São Paulo pelo partido dos ricos castelhanos como rei de São Paulo.
- Bartolomeu Bueno, o Moço, que seria o tronco da família Bueno de Camargo;
- Jerônimo Bueno (1588-1645), bandeirante.
- Maria de Ribeira (nascida em 1590) casada com João Ferreira Pimentel de Távora, de Torres Vedras, casal que seria o tronco da família Rocha Pimentel.

Outro homônimo, Francisco Bueno, com seus irmãos, um dos quais Antônio Bueno, receberá em 1700 sesmaria na serra do Caraça.